# Jan Karel I. Pálffy z Erdődu
Hrabě Jan Karel I. Pálffy z Erdődu (maďarsky Erdődy Pálffy Janos Karoly, německy Johann Karl I. von Pálffy, 4. prosince 1645 – 3. listopadu 1694 Milán) byl uherský šlechtic z rodu Pálffyů z Erdődu a rakouský císařský polní maršál.

## Život
Narodil se jako syn palatin Pavla IV. Pálffyho z Erdődu (1592–1653) a jeho manželky Marie Františky Khuenové z Belasy. Byl nejmladším z jejich dětí, měl dva starší sourozence: bratra Jana Antonína (1642 – 29. listopadu 1694), hejtman královského hradu v Bratislavě a sestru Magdalenu Terezii (1644–1684) provdanou za Augusta z Zinzendorfu.
3. července 1672 vstoupil hrabě Jan Karel do císařské armády. Na vlastní náklady postavil dva pluky, maďarský a chorvatský, a působil jako jejich plukovník a nejvyšší velitel. 
Dne 21. července 1682 byl jmenován polním vachmistrem a 18. srpna 1687 velitelem gardy.
Během velké turecké války byl 3. prosince 1683 povýšen na polního podmaršála a bojoval proti Osmanům u Štúrova a Ostřihomi. Jan Karel byl majitelem zámku Neulengbach. Když v roce 1683 osmanské vojsko v době druhého obléhání Vídně vyplenilo Vídeňský les, nebyl ušetřen ani Neulengbach a městečko lehlo popelem. Obrany zámku se v té době úspěšně ujala jeho manželka Sidonie Anežka. 
6. května 1687 byl jmenován generálem kavalérie. 
Poté bojoval v Itálii v řadách vojsk Evžena Savojského, 4. října 1693 se zúčastnil neúspěšné bitvy u Marsaglie (Pinerola), kde byl v boji zabit jeho syn František. 
Nakonec odešel do Milána, kde byl 12. května 1694 jmenován polním maršálem. 
Hrabě Jan Karel I. Pálffy z Erdődu v Miláně nečekaně 3. listopadu 1694 zemřel.

### Manželství a potomstvo
Jan Karel se 3. března 1669 oženil se Sidonií Anežkou z Lichtenštejna (1645 – 20. března 1721), dcerou lichtenštejnského knížete Hartmana III. z Lichtenštejna (1613–1686) a jeho manželky Sidonie Alžběty ze Salm-Reifferscheidtu (1623–1688) a sestrou Antonína Floriána z Lichtenštejna. Pár měl dva syny:
- Mikuláš (V.) Josef (1671 – 10. srpna 1706) ⚭ 1693 hraběnka Juliana Terezie Drugethová z Homonny (1679–1726)
- František († 4. října 1693) padl u Marsaglie (Pinerola).